# Сідней (Арканзас)
Сідней (англ. Sidney) — місто (англ. town) в США, в окрузі Шарп штату Арканзас. Населення — 192 особи (2020).

## Географія
Сідней розташований на висоті 186 метрів над рівнем моря за координатами 36°0′19″ пн. ш. 91°39′34″ зх. д. / 36.00528° пн. ш. 91.65944° зх. д. (36.005186, -91.659360).  За даними Бюро перепису населення США в 2010 році місто мало площу 5,52 км², уся площа — суходіл.

## Демографія
Згідно з переписом 2010 року, у місті мешкала 181 особа в 73 домогосподарствах у складі 55 родин. Густота населення становила 33 особи/км².  Було 92 помешкання (17/км²). 
Расовий склад населення:
| - 95,6 % — білих - 2,8 % — чорних або афроамериканців - 1,7 % — корінних американців |

До двох чи більше рас належало 0,0 %. Іспаномовні складали 1,7 % від усіх жителів.
За віковим діапазоном населення розподілялося таким чином: 23,2 % — особи молодші 18 років, 56,4 % — особи у віці 18—64 років, 20,4 % — особи у віці 65 років та старші. Медіана віку мешканця становила 36,5 року. На 100 осіб жіночої статі у місті припадало 98,9 чоловіків;  на 100 жінок у віці від 18 років та старших — 107,5 чоловіків також старших 18 років.
Середній дохід на одне домашнє господарство  становив 36 326 доларів США (медіана — 31 250), а середній дохід на одну сім'ю — 40 126 доларів (медіана — 34 375). За межею бідності перебувало 45,3 % осіб, у тому числі 55,9 % дітей у віці до 18 років та 4,5 % осіб у віці 65 років та старших.
Цивільне працевлаштоване населення становило 76 осіб. Основні галузі зайнятості: роздрібна торгівля — 31,6 %, сільське господарство, лісництво, риболовля — 13,2 %, мистецтво, розваги та відпочинок — 11,8 %, освіта, охорона здоров'я та соціальна допомога — 11,8 %.
За даними перепису населення 2000 року в Сіднеї проживало 275 осіб, 58 сімей, налічувалося 80 домашніх господарств і 94 житлових будинки. Середня густота населення становила близько 49,1 особа на один квадратний кілометр. Расовий склад Сіднея за даними перепису розподілився таким чином: 97,09 % білих, 1,09 % — корінних американців, 1,82 % — представників змішаних рас.
Іспаномовні склали 0,73 % від усіх жителів містечка.
З 80 домашніх господарств в 32,5 % — виховували дітей віком до 18 років, 57,5 % представляли собою подружні пари, які спільно проживали, в 10 % сімей жінки проживали без чоловіків, 27,5 % не мали сімей. 26,3 % від загального числа сімей на момент перепису жили самостійно, при цьому 13,8 % склали самотні літні люди у віці 65 років та старше. Середній розмір домашнього господарства склав 2,61 особи, а середній розмір родини — 3,05 особи.
Населення містечка за віковим діапазоном за даними перепису 2000 року розподілилося таким чином: 21,5 % — жителі молодше 18 років, 6,9 % — між 18 і 24 роками, 20,4 % — від 25 до 44 років, 18,2 % — від 45 до 64 років і 33,1 % — у віці 65 років та старше. Середній вік мешканця склав 46 років. На кожні 100 жінок в Сіднеї припадало 66,7 чоловіків, у віці від 18 років та старше — 66,2 чоловіків також старше 18 років.
Середній дохід на одне домашнє господарство в містечкі склав 22 000 доларів США, а середній дохід на одну сім'ю — 23 125 доларів. При цьому чоловіки мали середній дохід в 19 375 доларів США на рік проти 12 361 долар середньорічного доходу у жінок. Дохід на душу населення в містечкі склав 8926 доларів на рік. 2 % від усього числа сімей в окрузі і 11 % від усієї чисельності населення перебувало на момент перепису населення за межею бідності, при цьому з них 7,7 % були молодші 18 років і 14,8 % — у віці 65 років та старше.